# Ilyushin Il-96
L'Ilyushin Il-96 (in cirillico: Ильюшин Il-96) è un aereo di linea a fusoliera larga di fabbricazione sovietica prima e russa poi, sviluppato negli anni ottanta dalla Ilyushin.
Sviluppato a partire dall'Ilyushin Il-86, primo aereo a fusoliera larga costruito nei territori delle ex-repubbliche sovietiche, a seguito delle sanzioni imposte dall'Occidente all'industria aeronautica russa nel 2022, ne è stata auspicata la ripresa della produzione su larga scala nella versione aggiornata Il-96-400M, al 2023 in corso di sviluppo.
Costruito in poco più di 30 esemplari, all'estero è stato adottato dalla sola Cubana de Aviación compagnia di bandiera di Cuba.

## Storia
Il prototipo dell'Il-96 volò la prima volta il 28 settembre 1988 con motori turbofan sovietici. Dall'inizio di produzione di serie sono stati costruiti 24 esemplari dello Ilyushin Il-96. 13 esemplari dell' Ilyushin Il-96 sono attualmente in servizio nelle compagnie aeree russe (Aeroflot, Aerostars Airlines, Rossija Airlines), e 3 sono in servizio all'estero nella Cubana de Aviación.
Il 14 luglio 1993 il primo Ilyushin Il-96 dell'Aeroflot ha effettuato il volo di linea internazionale sulla rotta Mosca-SVO - New York-JFK.
L'aereo è stato riprogettato e nell'aprile 1993 decollò il primo e l'unico esemplare costruito di Ilyushin Il-96 con più avanzate turboventole statunitensi Pratt & Whitney PW2337 (lo stesso tipo di turboventole montati sugli aerei da trasporto tattico McDonnell Douglas C-17 Globemaster III) ed una nuova avionica computerizzata sotto la sigla Il-96M, ma questo prototipo non entrò in serie penalizzato dalla decisione del Congresso degli Stati Uniti d'America di non permettere la collaborazione della Pratt & Whitney con la Federazione Russa.
Il 16 maggio 1997 ha effettuato il primo volo l'Ilyushin Il-96-400T con più moderni motori russi Aviadvigatel PS-90. Dal 2009 questa versione entrò nella flotta cargo della moscovita Atlant-Sojuz e dopo nella flotta della russa Air Company Polet di Voronež.
Nel 1999 un certo numero di fusoliere invendute attendeva i motori allo stabilimento di Ilyushin VASO (in inglese: Voronezh Aircraft Production Association) di Voronež.
L'indice della tedesca J.A.C.D.E.C. (in inglese: the Jet Airliner Crash Data Evaluation Centre) per gli aerei Ilyushin Il-96 (aggiornato al settembre 2010) è 0, ovvero nessuno degli aerei costruiti di questo tipo è stato mai coinvolto in un incidente con le vittime e nessuno aereo è stato perso in un incidente dall'entrata in servizio nel 1993.
Nel 2019 è stata presentata la versione Il-96-500T analogo russo all'Airbus Beluga. Si prevede di costruirne almeno 16 esemplari tra il 2026 e il 2034, 6 dei quali destinati al Ministero della Difesa della Federazione Russa, 6 a clienti commerciali e i rimanenti 4 negli interessi della CRAIC e della Roskosmos per il trasporto di parti rispettivamente del CR 929 e dei razzi Angara.
Il 1 novembre 2023, il prototipo dell’Il-96-400M, versione modernizzata del velivolo, ha compiuto con successo il primo volo dall’aeroporto di Voronez.
Nel dicembre 2023, viene ripristinata l'aeronavigabilità di un esemplare di Il-96-400T in gestione a Sky Gates, seguito da un'ulteriore esemplare nel dicembre dell'anno successivo.

## Rateo produttivo
| Anno           | 1988 | 1989 | 1990 | 1991 | 1992 | 1993 | 1994 | 1995 | 1996 | 1997 | 1998 | 1999 | 2000 | 2001 | 2002 | 2003 | 2004 | 2005 |
| -------------- | ---- | ---- | ---- | ---- | ---- | ---- | ---- | ---- | ---- | ---- | ---- | ---- | ---- | ---- | ---- | ---- | ---- | ---- |
| Unità prodotte | 1    | 1    | 1    | 2    | 1    | 2    | 1    | 3    | 2    | 0    | 1    | 0    | 1    | 0    | 0    | 1    | 2    | 1    |
| Anno           | 2006 | 2007 | 2008 | 2009 | 2010 | 2011 | 2012 | 2013 | 2014 | 2015 | 2016 | 2017 | 2018 | 2019 | 2020 | 2021 | 2022 | 2023 |
| Unità prodotte | 2    | 2    | 0    | 2    | 0    | 1    | 1    | 1    | 0    | 1    | 1    | 0    | 0    | 1    | 1    | 1    | 0    | 1    |

## Versioni
- Il-96-300: versione iniziale, prodotta fino al 1993 (solo serie 100) fino a 235 passeggeri in 3 classi di viaggio.
- Il-96-300V: variante a lungo raggio della versione Il-96-300.
- Il-96-300PU(M1): variante VIP
- Il-96M: versione da trasporto passeggeri.
- Il-96M-PU: versione impiegata per il trasporto presidenziale dal Ministero degli interni russo.[8]
- Il-96T: variante cargo del Il-96-300.
- Il-96-400: versione allungata del Il-96-300, in grado di ospitare fino a 315/402 passeggeri in 3 classi di viaggio/classe economica.
- Il-96-400M: versione modernizzata proposta nel 2017 e caratterizzata da una fusoliera più lunga di quella del -300 è dotata di nuova suite avionica e propulsori di nuova generazione PS-90A1, in fase di sviluppo a tutto il 2023.
- Il-96-400T: versione cargo in grado di trasportare 92t di merce.
- Il-96-400T3: versione aerocisterna con capacità di trasporto di 65t di combustibile ed un raggio d'azione di 3.500 km pensata per sostituire la flotta di Ilyushin Il-78M[9]
- Il-96-500T: versione da trasporto pesante, con muso apribile e fusoliera allargata.
- Il-96-550: versione sperimentale a due piani in grado di ospitare 550 passeggeri.
- Il-196: versione sperimentale con propulsori Kuznetsov NK-93 Propfan[10].

## Utilizzatori

### Civili
- Cubana de Aviación: 4 Il-96-300 consegnati
- Aeroflot: 4 Il-96-300 consegnati
- Domodedovo Airlines: 3 Il-96-300 consegnati
- Air Company Polet 1 Il-96-300 consegnato
- Complesso Aeronautico Ilyushin: 5 in varie versioni (incluso il-96-400M)
- VASO Airlines: 4
- Sky Gates Airlines: 2 consegnati

### Militari
- Distaccamento presidenziale russo: 14 unità consegnate

## Aeromobili simili
- Airbus A330
- Airbus A340
- Boeing 767
- McDonnell Douglas MD-11
- Boeing 777
- Ilyushin Il-86